# Ophioderma guttata
Ophioderma guttata är en ormstjärneart som beskrevs av Christian Frederik Lütken 1859. Ophioderma guttata ingår i släktet Ophioderma och familjen Ophiodermatidae. Inga underarter finns listade i Catalogue of Life.